# HD 52666
HD 52666，又名BD-05 1926，SAO 134076、HR 2639，是一颗恒星，视星等为5.2，位于銀經219.22，銀緯-0.28，其B1900.0坐标为赤經6h 57m 1.9s，赤緯-5° -0.28′ 46″。